# Walter Rivetti
Walter Rivetti (Susa, 23 luglio 1977) è un doppiatore e direttore del doppiaggio italiano.

## Biografia
Rivetti inizia la sua formazione teatrale affiancato dal maestro Santo Versace. In seguito, frequenta i corsi di vocologia artistica tenuti dal Dr. Diego Cossu presso il Conservatorio di Torino. Oltre alle sue attività lavorative predominanti, quali doppiatore, speaker, adattatore, dialoghista e vocal coach, da diversi anni ha esteso quest'ultimo campo sul web, affiancando le personalità presenti su piattaforme come YouTube dando loro consigli sull'uso della voce e creando videocorsi dedicati. È socio della cooperativa O.D.S. (Operatori Doppiaggio e Spettacolo), operante a Torino dal 1983.

## Doppiaggio

### Film
- Luke Perry in Welcome home, Goodnight for Justice, Goodnight for Justice: Regina di cuori, Goodnight for Justice: Il valore di un uomo, Love in Paradise
- Ma Dong-seok in Train to Busan, The Gangster, the Cop, the Devil, The Outlaws, The Roundup, The Roundup: No Way Out, The Roundup: Punishment
- Philip Seymour Hoffman in Love Liza
- Kevin Connolly in Chick Fight
- Leszek Lichota in Corpus Christi
- Philipp Hauß in Lou Von Salomé
- David Gyasi in Hell on border
- Jai Courtney in Semper Fi
- Ron Livingston in Lucky
- Olivier Gourmet in Il giovane Karl Marx
- Ji-il Park in Il prigioniero coreano
- Christopher Lambert in Janis & John
- Vincent Macaigne in Eden
- Iddo Goldberg in Il coraggio di Irena Sendler
- Andreas Kundler in Border – Creature di confine
- Özgür Karadeniz in Torna a casa, Jimi!
- Seong-kun Mun in Burning - L'amore brucia
- Xavier Maly in Il prezzo della gloria
- Thomas Durand in Violeta Parra Went to Heaven
- Manuel Tadros in Tom à la ferme
- Matty Finochio in So you said yes
- Kevin Dillon in Out for blood
- Freddie Prinze Jr. in Jack and Jill vs. the World
- Adrian Schiller in Censor
- Ash Chandler in My bollywood bride
- Steve Bacic in Afghan Knights
- Jeremy Rowley in Speech & Debate
- William Forsythe in SharkMan - Una nuova razza di predatori
- Matt Jordon in MosquitoMan - Una nuova razza di predatori
- Ryan Williams in Madame Morte
- Jason Matthew Palmer in The Thirsting
- Brandon Fobbs in Devil's Tomb - A caccia del diavolo
- Vegar Hoel in Dead Snow
- Abel Tripaldi in La casa muta
- Pascal Duquenne in The Room
- Noel Gugliemi in Splinter
- Gerardo Taracena in Sin nombre
- Lou Diamond Phillips in Innocenti presenze, El Cortez
- Hippolyte Girardot in Léo en juant “dans la compagnie des hommes”
- Nikos Kouris in Real Life
- Stéphane Terpereau in L’histoire de Richard O.
- Paul Popplewell in Tirannosauro
- Xue Yi in Fuochi d'artificio in pieno giorno
- Frank Lammers in Bullhead - La vincente ascesa di Jacky
- Carson Kressley in Il Natale Di Carol
- Joaquín Núñez in Grupo 7
- David Gasman in 1001 grammi
- Bruno Solo in Pur week-end
- Dave Jarnigan in Five Across the Eyes
- Matteo Indelicato in B.T.K.
- Greg Martin in Small Town - La città della morte
- Derek Hamilton in Within
- John K. Wilson in Lost signal
- Joe Russo in Family
- John Light in Destiny's Bride
- Luke Camilleri in The Cyclops
- Cory Generoux in Dolan's Cadillac
- Brian Tarantina in A crime
- Olivier Gourmet in Il mistero della camera gialla
- Robert Blanche in Dandelion
- Kam Yiu Ngai in Durian Durian
- Yusef Geçtan in Brudemord
- Alexei Manzinbine in Maimil
- David Nesbitt in Dorothy Mills
- Jack Parshutich in Blue Valentine
- Julien Gangnet in La figlia di suo padre
- Aleksandar Radojicic in La spada della vendetta
- Yuen Wah in Master Z: Ip Man Legacy
- Chris Collins in Ip Man 4
- Georg Friedrich in Rimini
- Paul Hamy in Sibyl - Labirinti di donna

### Serie televisive
- Scoot McNairy in Halt and Catch Fire
- Jay Ryan in Mary Kills People
- Juan Pablo Barragan in La ley del corazon
- Brandon P. Bell in Dear White People
- Sam Ellis in Il nonno nel taschino
- John Hopkins in L’ispettore Barnaby
- Adam Copeland in Haven
- Paul Greene in Bitten
- Julio Oscar Mechoso in Matador
- Daniel Rigby in Gap Year
- Ty Olsson in Slasher
- David Richmond-Peck in Cardinal
- Currie Graham in The Rookie
- John Michael Higgins in Instant Mom
- Tristan D. Lalla in Nurses - Nel cuore dell'emergenza

### Serie animate
- South Park (serie 1-23): Butters Stotch, Herbert Garrison, Agente Barbrady, Clyde Donovan, Stuart McCormick e diversi personaggi (2º doppiaggio)
- Sengoku Basara: Kojuro Katanaka
- I Cavalieri dello zodiaco – The Lost Canvas: Morfeo
- Naruto e Naruto Shippuden: Kurama, Jirobo, Teuchi
- A casa dei Loud: Sig. Grouse, Flip e Harold McBride
- I Casagrandes: Vito
- La giungla magica: Babù
- Maiale Capra Banana Grillo: Masticatore, Presidente dell’universo
- Aquarion: Glen Anderson
- La Banda Volante: Ticchio
- Ugly Americans: Twayne Boneraper
- Shaman King: Chris Venstar

### Film di animazione
- Jungle Book: Rikki-Tikki-Tavi to the Rescue: Rikki-tikki-tavi
- Robin Hood: Quest for the King: Little John
- Naruto - La via dei ninja: Teuchi, Kurama
- The Last: Naruto the Movie, Boruto: Naruto the Movie: Kurama
- Detective Conan - La mappa del mistero: Rokuro kamei
- Ratatoing: Marcel Toing

### Soap opera e telenovelas
- Harry Geithner in Eva Luna
- Theodoro Cochrane in Garibaldi, l’eroe dei due mondi

### Videogiochi
- Rico Rodriguez in Just Cause (2006)[3] e Just Cause 2 (2010)[4]
- Grayson in Deus Ex: Human Revolution (2011)
- Jake Muller in Resident Evil 6 (2012)
- Clyde Blackburn in Battlefield 1 (2016)[5]
- Ted Faro in Horizon Zero Dawn (2017)[6]
- Marko Vasilev, Agente Misterioso e Sgherro della loggia in Need for Speed: Payback (2017)[7]
- Butters Stotch / Professor Caos, Clyde Donovan/Mosquito, Kyle Schwartz/Falso Aquiloman, Classi, Zarganor, personaggi minori South Park: Scontri Di-retti (2017)[8]
- Jefferson Davis in Marvel Spider-Man (2018),[9] Marvel Spider-Man: Miles Morales (2020)[10] e Marvel Spider-Man 2 (2023)[11]
- Crash in Call of Duty: Black Ops IIII (2018)
- Rigler in Remnant: From the Ashes (2019),[12] Remnant 2 (2023)[13]
- Seguace barbaro e soldato in Diablo II: Resurrected (2021)[14]
- Misha Petrov e Lewis Howard in Call of Duty: Vanguard (2021)[15]
- Wrecking Ball in Overwatch 2 (2022)[16]
- Navigatore Shadow-1 in Call of Duty: Modern Warfare II (2022)[17]
- Joseph Morello e Granthem Du’met in The Dark Pictures: The Devil in Me (2022) [18]
- Avatar maschile in Wild Hearts (2023)[19]
- Andrey in Atomic Heart (2023)[20]
- Dr. Lawrence Tran in Redfall (2023)[21]
- Abdus e Rathma in Diablo IV (2023)[22]
- Larry Chiang in Dead Rising Deluxe Remaster (2024)[23]
- Ostaggio di Urivar in Diablo IV (2024)[22]
- Fortunato in Unknown 9: Awakening (2024)[24]
- Beat GCPD, Foley e Vernon in Batman: Arkham Shadow (2024)[25]

### Audiolibri
- Victor Hugo - Notre-Dame de Paris
- Giovanni Verga - Eros
- Tommaso Campanella - La città del sole
- John Steinbeck - I nomadi
- Elisa Gentile - Ti amo perché sei bugiardo, Non meriti un minuto in più del mio amore
- Vince Flynn - L’assassino americano, Colpo mortale, Potere assoluto: Mitch Rapp 3,
- Tim Weaver - Nessun ritorno, Oscure verità, Triplice omicidio, Svanito, La verità su David Raker, Chi sono?, Cuore infranto, Un villaggio scomparso, Scomparsi nel nulla
- David Baldacci - La sfida
- Bill Gates e Massimo Franco - Sono un ottimista globale
- Marco Bellinazzo - I veri padroni del calcio, Goal economy: Come la finanza globale ha trasformato il calcio
- Marcello Buiatti - Le biotecnologie
- Padre Rama - Beato Clemente Marchisio, apostolo dell’Eucaristia
- Valeria Luzi - Mi manchi troppo per dimenticarti
- Georgia Cates - Piacere estremo, Sogno impossibile, Felicità perduta
- Rony Hamaui - Economia e finanza islamica
- Guido Corso - La giustizia amministrativa
- Marco Massa e Romano Camassi - I terremoti
- Luigi Cannari e Giovanni D’Alessio - La ricchezza degli italiani
- Lisa Halliday - Louie l’infallibile
- Jeffrey Archer - Solo il tempo lo dirà
- Luca Stanchieri - Come liberarti dagli stronzi e trovare soddisfazione nel lavoro
- Andrew Sean Greer - La via dei pianeti minori
- Roberto Genovesi - I due imperatori (La saga della legione occulta)
- Andrea de Nisco e Maura Marenghi - Le trappole della vita
- Andrew Sean Greer - Less
- Andrea Frediani - Le grandi battaglie di Roma antica
- Giuseppe Morici - Fare marketing rimanendo brave persone
- Andrea Cimatti - L'universo oscuro
- Anna Nicoletto - Office War
- Claudio Belotti - Le regole per lavorare bene e avere successo
- Matteo Monforte - La vanità dei pesci pulitori

## Premi e riconoscimenti
- Festival del doppiaggio "Voci nell'Ombra" di Savona 2014 - Premio Adattamento Dialoghi